# Underhållsland
Underhållsland var en icke ärftlig förläning med syftet att säkerställa en icke regerande furstlig persons uppehälle och i viss mån ställning. Närmast kan den jämföras med änkedrottningarnas livgeding. Företeelsen har särskilt haft betydelse under två skilda perioder i Sveriges historia. Dels under slutet av Folkungatiden och i anslutning till unionen med Norge 1319–1343 och 1362–1364; dels i samband med Drottning Kristinas abdikation 1654. De underhållsländer som existerade inom riket från 1651 till 1689 hade samma status som de i Regeringsformen 1634 inrättade länen.

## Ingeborg Håkansdotter
Oslotraktaten 1319 reglerade personalunionen mellan Sverige och Norge, då Magnus Eriksson (1316–1374) som treåring ärvt Norges krona och blivit vald till Sveriges kung. Hans mor, Ingeborg Håkansdotter (1301–1361, änka efter hertig Erik Magnusson (ca 1282–1318), erhöll samtidigt för sitt underhåll Axevalla hus med fem härader i Västergötland och Värmland, liksom Lödöse, vilka hon fått i morgongåva. Dessutom innehade hon Norra Halland och Älvsyssel, vilka ingått i de områden Erik förlänats av hennes far Håkon Magnusson av Norge (1270–1319).
Hertiginnan förde en självständig politik, även på utrikesområdet. Bl.a. försökte hon i allians med Mecklenburg genomföra ett erövringskrig mot Skåne 1322. Hon kom i konflikt med både Sveriges och Norges riksråd och fråntogs sina svenska län 1326 och sina norska 1327. Axevalla byttes då mot det mindre och obefästa Dåvö i Västmanland. Dåvö hade varit Magnus Ladulås (ca 1240–1290) änka Helvig av Holsteins (död 1324) morgongåva.
1327 hade Ingeborg gift om sig med den halländske frälsemannen Knud Porse (död 1330) som av den tillfällige danske kungen Valdemar III (c:a 1314–1364) året innan hade fått Södra Halland, Samsø, Kalundborg och Vordingborg på Själland som hertigdöme.

## Magnus Eriksson
1371–1374 innehade den avsatte Magnus Eriksson Västergötland, Dal och Värmland (motsvarande dåvarande Skara stift) som underhållsland. Redan innan han fängslades i samband med slaget vid Gata 1365 hade han vid fördraget i Jönköping 1364 med den då nyvalde kungen Albrekt av Mecklenburg (1338–1412) tillerkänts detta område. Sedan 1326 innehade Magnus härutöver Norra Halland.
Efter ett tidigare möte i Jönköping 1357 och ett i Stockholm samma år återstod av Magnus svenska kungadöme utom ovan nämnda områden endast Närke och Finnveden. Resten hade fått avträdas till sonen Erik Magnusson (1339–1359), vilken redan som femåring 1344 valts till svensk kung i strid mot fadern. 1359-1364 regerade Magnus åter över hela riket.
När Magnus Eriksson dog vägrade hans son, Norges kung Håkan Magnusson (1340–1380), lämna tillbaka faderns underhållsländer till Sverige.

## Karl X Gustav
Efter att Karl X Gustav (1622–1660) utsågs till tronföljare 1649 erhöll han 1651–1654 Öland som underhållsland.

## Drottning Kristina
Inför sin abdikation 1654 förhandlade Kristina (1626–1689) till sig omfattande underhållsländer: Norrköpings stad och slott, Gotland, Öland och Ösel samt Poel och Neukloster i Mecklenburg, liksom Wolgast och de s.k. taffelgodsen i Pommern. 1681 skiftades Öland mot gods i Bremen-Verden.